# دکتر وگاس
دکتر وگاس (انگلیسی: Dr. Vegas) یک مجموعه تلویزیونی درام محصول شبکه سی‌بی‌اس ایالات متحده آمریکا است که از ۲۴ سپتامبر تا ۲۹ اکتبر ۲۰۰۴ در ۱۰ قسمت پخش شده‌است.

## بازیگران
- راب لو در نقش Dr. Billy Grant
- سارا لنکستر در نقش Veronica Harold
- جو پانتولیانو در نقش Tommy Canterna
- ایمی آدامز در نقش Alice Doherty
- تام سایزمور در نقش Vic Moore

## تولید
فیلمبرداری این مجموعه تلویزیونی به سه هفته در هتل گرین ولی رنچ، هندرسون، نوادا انجام شده‌است، از دیگر مکان‌های فیلمبرداری می‌توان به کازینو هیلتون اشاره کرد.